# Thomas Thirlby
Thomas Thirlby (* um 1500; † 1570 im Lambeth Palace, London) war ein englischer Bischof und Diplomat. Er wurde unter Heinrich VIII. zum Bischof von Westminster ernannt – ein neu geschaffenes Amt innerhalb der von Rom gelösten Church of England mit der Kathedrale Westminster Abbey, das nach Thirlby nicht mehr besetzt wurde. Unter Maria I. trug er deren Rekatholisierungspolitik mit und wurde deshalb von Elisabeth I. abgesetzt.

## Leben
Von 1550 bis 1554 war Thirlby Bischof von Norwich und danach Bischof von Ely.
Auf Rat von Kardinal Reginald Pole schickten Philipp II. von Spanien und Maria I. von England im Februar 1555 eine Gesandtschaft zum Papst nach Rom. Den drei königlichen Botschaftern, von denen einer Thomas Thirlby war, wurde aufgetragen, den Papst über die gespannte Lage im Lande zu informieren.
Thomas Thirlby wurde am 5. Juli 1559 als Bischof von Ely durch die neue Königin Elisabeth I. von England abgesetzt. Er war einer von elf Beichtvater-Bischöfen, die von der Königin eingesperrt wurden.